# 1917年臺灣
|        | 臺灣歷史 \| 台灣歷史年表 |
| 世纪： | 19世纪臺灣 \| 20世纪臺灣 \| 21世纪臺灣 |
| 年代： | 1880年代臺灣 \| 1890年代臺灣 \| 1900年代臺灣 \| 1910年代臺灣 \| 1920年代臺灣 \| 1930年代臺灣 \| 1940年代臺灣                                           |
| 年份： | 1912年臺灣 \| 1913年臺灣 \| 1914年臺灣 \| 1915年臺灣 \| 1916年臺灣 \| 1917年臺灣 \| 1918年臺灣 \| 1919年臺灣 \| 1920年臺灣 \| 1921年臺灣 \| 1922年臺灣 |
| 纪年： | 丁巳年（蛇年）、日本大正6年 |

1917年臺灣已被日本統治22年。

## 政府

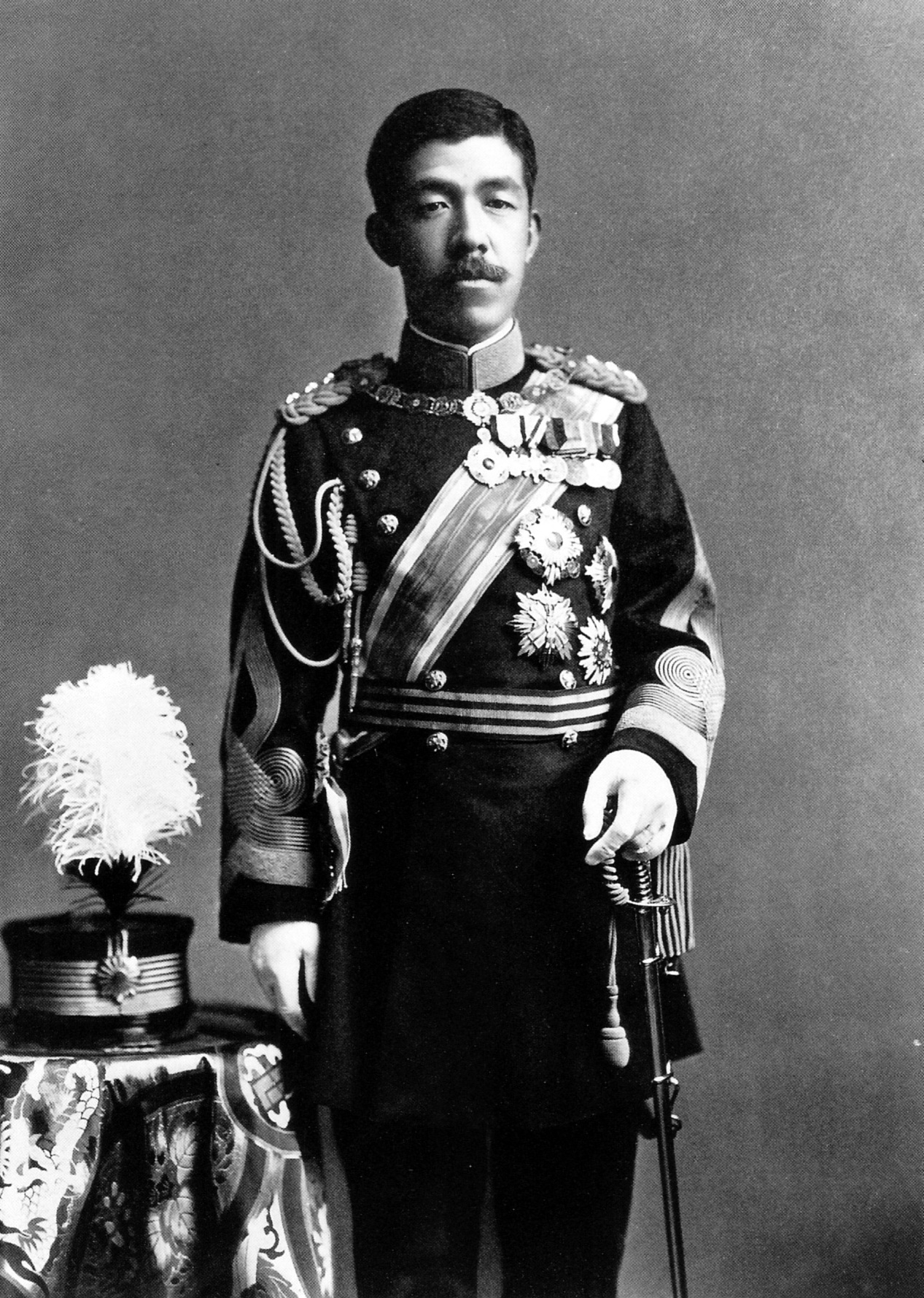
天皇：大正天皇
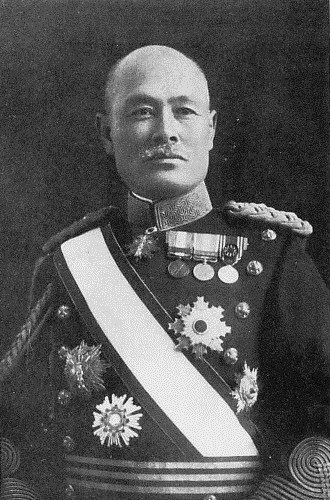
臺灣總督：安東貞美
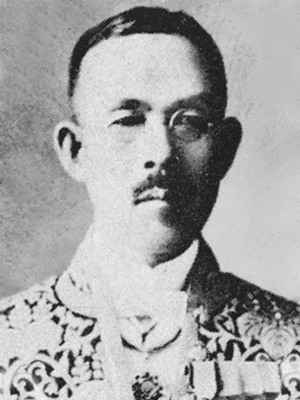
民政長官：下村宏

## 大事記
- 1月5日——南投廳埔裏社支廳發生地震，芮氏規模6.2。造成54人死亡，130棟房屋毀損。
- 1月7日——發生地震，芮氏規模5.5。造成187棟房屋毀損。
- 1月8日——大屯山降雪。
- 2月12日——甘為霖牧師回國。[1]:250
- 4月26日——嘉義、阿緱、澎湖廳下旋風豪雨。
- 6月17日——台南公園開園。
- 7月24日——宜蘭線起工祝賀會。[2]:107
- 10月22日——北白川宮成久王和王妃訪台。[2]:108
- 12月29日——早稻田大學棒球部來臺。[1]:250

## 出生
- 1月6日——辜振甫，企業家、政治人物。曾任海峽交流基金會董事長、總統府資政。（2005年逝世）
- 1月18日——王永慶，企業家、台塑集團創辦人。（2008年逝世）
- 2月2日——林之助，畫家。曾以《朝涼》入選帝展。（2008年逝世）
- 2月9日——陳翠玉，護士。臺灣現代護理教育的創立者及民權政治運動者。「全球性婦女臺灣民主運動」創辦人。（1988年逝世）
- 2月10日——陳達儒，作詞家。代表作有〈白牡丹〉、〈青春嶺〉、〈安平追想曲〉、〈南都夜曲〉等。（1992年逝世）
- 2月20日——簡國賢，劇作家、白色恐怖受難者。著有《壁》。（1954年逝世）
- 5月9日——張依仁，醫師、白色恐怖受難者。（2011年逝世）
- 蔡潔生，企業家，蔡英文之父。